# Тодор Пенев
Тодор Пенев е български военен. Роден е в 1870 година в Русе. Завършва Военно училище. В 1912 година в Балканската война служи в Първа бригада на Македоно-одринското опълчение. По-късно командва Тринадесета кукушка дружина. Носител е на орден „За храброст“ ІV степен.